# Common pool resources
Common-pool resources of gemeenschappelijke middelen zijn goederen die niet uitsluitbaar, maar wel rivaliserend zijn. Niet uitsluitbaar betekent dat er geen beperkingen kunnen worden opgelegd aan het gebruik, zoals het betalen van een prijs, bijvoorbeeld omdat er geen personeel of technische voorziening aanwezig is om dit af te dwingen. Er kunnen per individuele consument wel beperkingen zijn, bij het bezoeken van een afgelegen strand is dit bijvoorbeeld de moeite er te komen, bij een ergens gratis aangeboden voorwerp kan de moeite om het mee te nemen een beperking zijn. 
Anders dan bij een zuiver collectief goed kan zich hierbij het probleem voordoen van overmatig gebruik. Voorbeelden zijn: het (over)bevissen van de zee, overbegrazing, een druk strand bij mooi weer, overmatig gebruik van rivierwater waardoor er stroomafwaarts een tekort aan water ontstaat. Als een goed goedkoop is kan het ook bij benadering gelden, zoals met waterleidingwater tuinen en akkers besproeien op warme dagen. 
Mancur Olson heeft in 1965 over deze vorm van economische goederen geschreven in zijn boek The Logic of Collective Action: Public Goods and the Theory of Groups. Garrett Hardin heeft er in 1968 ook een boek over geschreven The Tragedy of the Commons. Zij beschreven het overmatig gebruik van deze goederen door individuen, waardoor het kan gebeuren dat er aan het collectief geen maximale hoeveelheid middelen ter beschikking komt en er schadelijke gevolgen voor het milieu ontstaan. Elinor Ostrom heeft laten zien dat gemeenschappelijk gebruik van natuurlijke hulpbronnen niet automatisch tot overmatig gebruik en uitputting hiervan hoeft te lijden. Haar onderzoek aan verschillende kleinschalige samenlevingen toonde aan dat deze door slimme afspraken en regels dit probleem kunnen oplossen en de gemeenschappelijke middelen duurzaam kunnen worden beheerd. 
|                   | Uitsluitbaar                                                         | Niet uitsluitbaar                                          |
| ----------------- | -------------------------------------------------------------------- | ---------------------------------------------------------- |
| Rivaliserend      | Private goederen: bijv. voedsel, kleren, speelgoed, auto's           | Gemeenschappelijke gebruiksgoederen: bijv. water, vis, bos |
| Niet rivaliserend | Clubgoederen of tolgoederen: bijv. computerbestanden, kabeltelevisie | Collectieve goederen: bijv. defensie, straatverlichting    |